# Yoshin Ogata
Yoshin Ogata, (en japonés: 緒方 良信, n. Miyazaki, 18 de noviembre de 1948) es un escultor japonés contemporáneo. 
Ha expuesto sus obras en su Japón natal; en Italia, donde completó su formación como escultor con Francesco Messina, Oscar Gallo y Emilio Greco y en otros países.
En la cumbre de Besaide está instalada una de sus esculturas, a una altitud 564 m sobre el nivel del mar en el País Vasco (España).

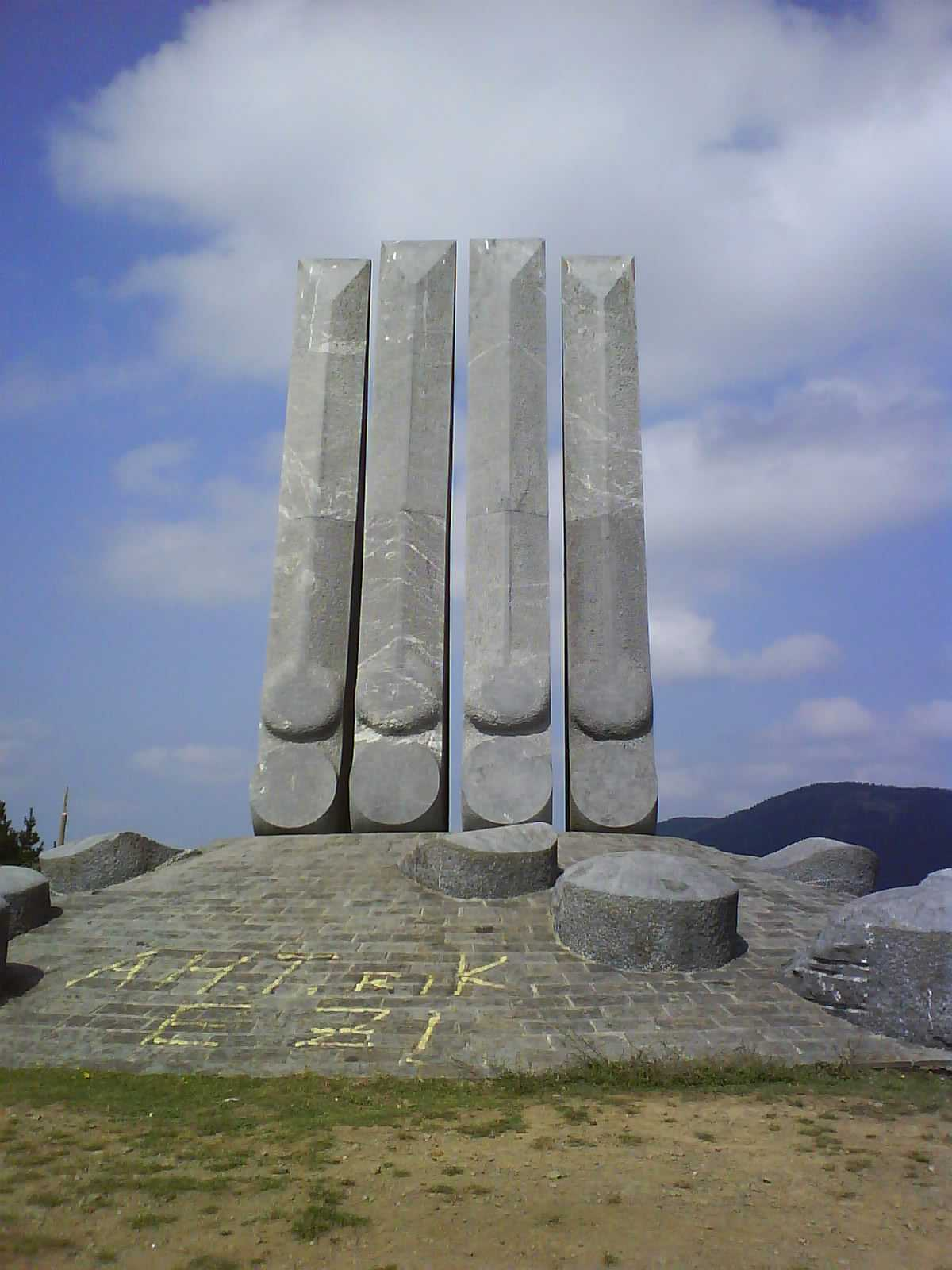
Monumento de Yoshin Ogata en el Besaide.